# John Williams (Schiedsrichter)

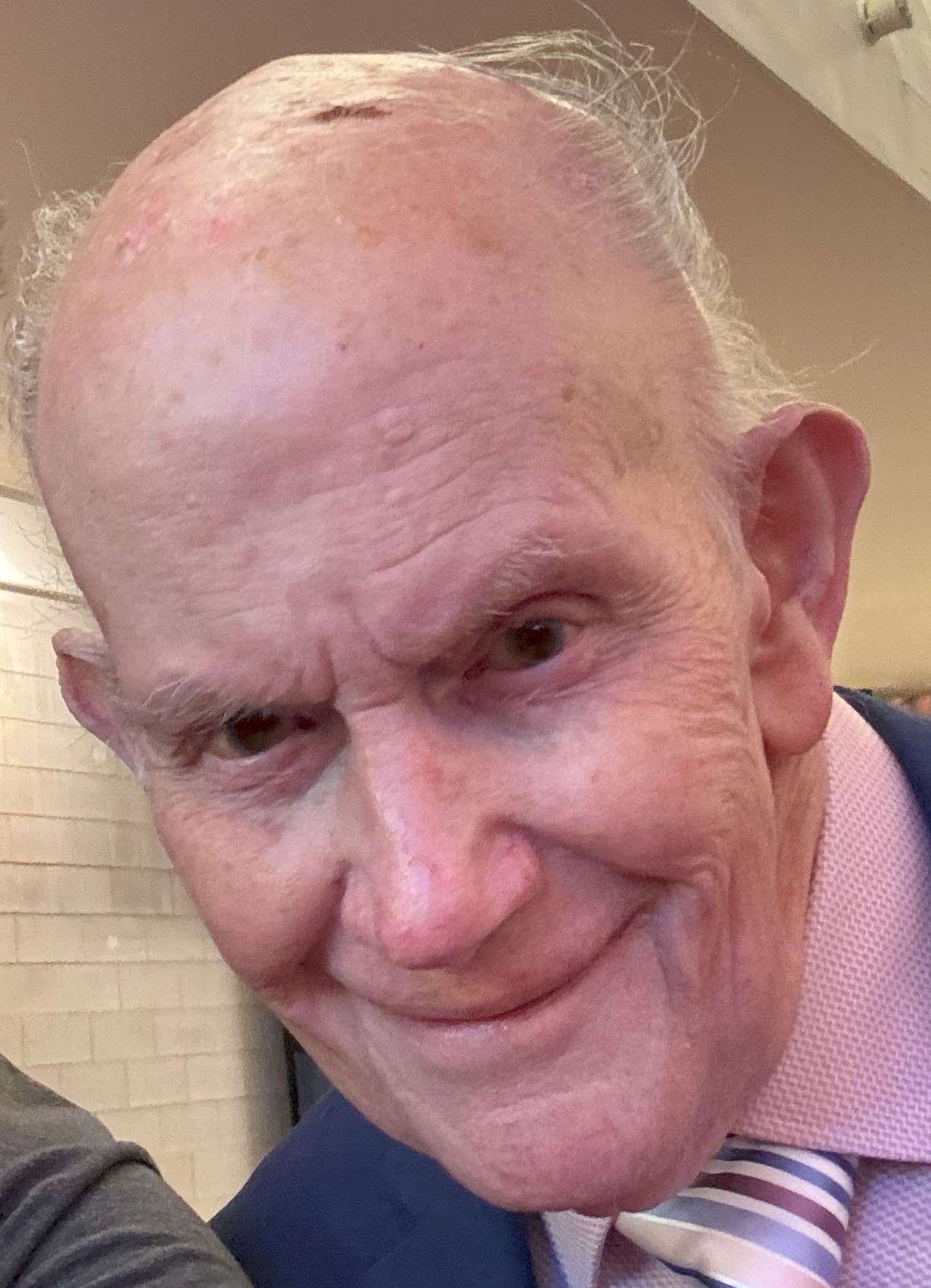
John Williams im Jahr 2025

John Williams (* 8. Juni 1937 in Wrexham) ist ein ehemaliger walisischer Snookerschiedsrichter.
Williams debütierte 1973 als professioneller Schiedsrichter. Williams war Schiedsrichter in insgesamt elf Weltmeisterschaftsfinals; neun davon seit die WM seit 1977 im Crucible Theatre in Sheffield stattfindet. Besondere Bekanntheit erlangte das Finale der WM 1985, das über die maximal mögliche Distanz von 35 Frames ging und in Großbritannien mehrere Einschaltquoten-Rekorde aufstellte. Sein letztes WM-Finale leitete er 2002. Auch danach war er noch als Schiedsrichter aktiv, zuletzt bei der World Seniors Championship.
Er war außerdem Schiedsrichter bei zwei offiziellen Maximum Breaks:
- 1983 bei der Snookerweltmeisterschaft von Cliff Thorburn gegen Terry Griffiths – das zweite offizielle Maximum Break der Snookergeschichte und das erste bei einer Weltmeisterschaft.
- 1995 bei den UK Championship von Stephen Hendry gegen Gary Wilkinson – das 18. offizielle Maximum Break der Snookergeschichte und das dritte von Stephen Hendry.